# Adexa
Adexa – niemiecki związek zawodowy, do którego przystępować mogą wszystkie osoby zatrudnione w aptekach (farmaceuci, ich asystenci, uczący się zawodu, personel sprzątający itd.).
Jako jedyny w Niemczech partner związkowy dla organizacji pracodawców – aptek Arbeitgeberverband Deutscher Apotheken (ADA) negocjuje z nią układy zbiorowe. Współdziała także przy negocjowaniu warunków pracy z innymi organizacjami pracodawców.